# Birmingham (Alabama)

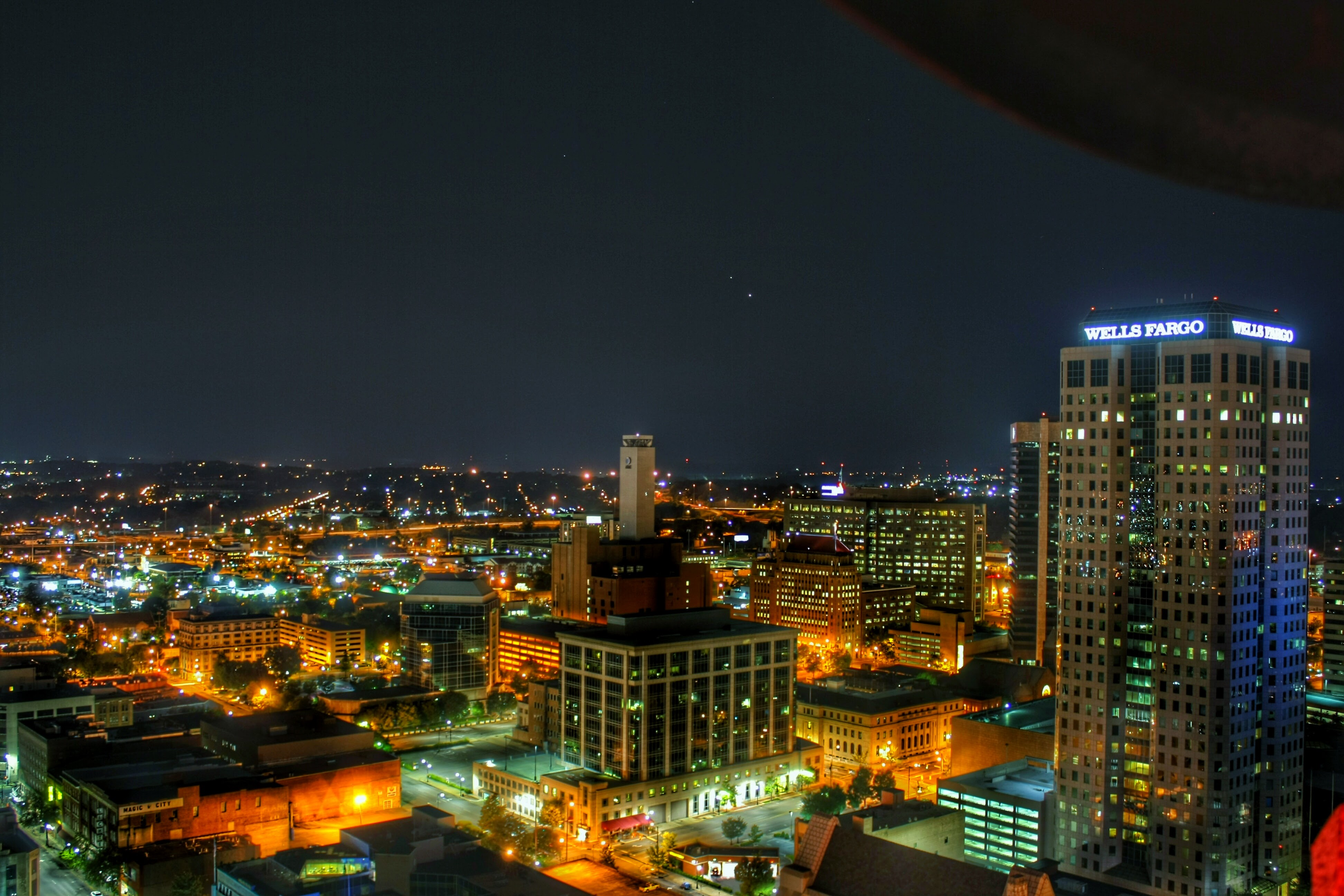
Nocna panorama Birmingham

Birmingham – miasto w południowo-wschodniej części Stanów Zjednoczonych, siedziba administracyjna hrabstwa Jefferson, w stanie Alabama. Z populacją ujawnioną w spisie, w 2020 roku – 200,7 tys. mieszkańców, jest drugim (po Huntsville) co do wielkości miastem stanu Alabama. Obszar metropolitalny Birmingham obejmuje ponad 1,1 mln mieszkańców, co czyni go największym obszarem metropolitalnym stanu Alabama i 50. co do wielkości w Stanach Zjednoczonych.
Zostało zasiedlone około 1813 roku i założone w 1871 roku na świeżo powstałym węźle kolejowym. Nazwane na cześć Birmingham w Anglii, rozwinęło się jako centrum żelaza i stali Głębokiego Południa. Przemysł stalowy, choć nie tak znaczący jak kiedyś, nadal odgrywa ważną rolę w gospodarce, która ulega dywersyfikacji. 
W latach 50. i 60. XX wieku Birmingham zyskało krajową i międzynarodową sławę jako centrum walki o prawa obywatelskie Afroamerykanów.
Jest siedzibą największego i najbardziej ruchliwego lotniska w stanie – portu lotniczego Birmingham-Shuttlesworth.

## Historia
W 2011 roku przez Birmingham przeszło jedno z najbardziej kosztownych tornad w historii Stanów Zjednoczonych. Jednak największe zniszczenia odniosło miasto Tuscaloosa.

## Gospodarka
Ważny ośrodek przemysłowy; hutnictwo żelaza, przemysł metalowy, spożywczy, chemiczny, cementowy i 
środków transportu; w okolicy wydobycie węgla kamiennego i rud żelaza.
Miasto jest też ośrodkiem kulturalno - naukowym (2 uniwersytety). Największym pracodawcą w mieście jest Uniwersytet Alabamy (UAB), w tym szpital uniwersytecki.

## Demografia
Spadek liczby ludności w Birmingham rozpoczął się w latach 60. XX wieku wraz z ucieczką białych na przedmieścia. Zgodnie z danymi spisu powszechnego z 2020 roku, populacja miasta wynosi 200 733 mieszkańców, co oznacza spadek o 5,4% od poprzedniego spisu z roku 2010. W Birmingham istnieje 84 999 gospodarstw domowych, a 3,9% osób urodziło się za granicami Stanów Zjednoczonych. 
Kompozycja rasowa prezentowała się następująco: 68,3% stanowiła ludność rasy czarnej (w tym Afroamerykanie), 26,6% rasy białej (24,5% nie licząc Latynosów), 1,2% miało pochodzenie azjatyckie, 0,2% było Indianami i 0,04% przybyszami z wysp Pacyfiku, 1,6% miało inne korzenie, zaś 2,0% populacji reprezentowało co najmniej dwie rasy. Latynosi stanowili 4,1% populacji.
Poza osobami pochodzenia afroamerykańskiego, największe grupy stanowiły osoby pochodzenia „amerykańskiego” (10,8%), angielskiego (3,2%), irlandzkiego (3,2%), niemieckiego (3,1%), afrykańskiego subsaharyjskiego (3,0%), meksykańskiego (2,5%) i szkockiego lub szkocko–irlandzkiego (2,1%).

## Religia
Według spisu na 2010 rok największymi grupami religijnymi w aglomeracji były:
- Południowa Konwencja Baptystyczna: 335 938 członków w 673 zborach
- lokalne bezdenominacyjne zbory ewangelikalne: 79 914 członków w 231 zborach
- Narodowa Konwencja Baptystyczna USA: 69 827 członków w 126 zborach
- Zjednoczony Kościół Metodystyczny: 66 759 członków w 196 zborach
- Kościół katolicki: 64 998 członków w 37 kościołach
- Kościoły zielonoświątkowe: ~60 tys. członków w 238 zborach.

## Transport
Węzeł kolejowy i drogowy. Stacja kolejowa Altmark powstała już w 1819 roku. Birmingham posiada Międzynarodowy Port Lotniczy.

## Ciekawostki
Barber Motorsports Park znajdujący się na obrzeżach miasta jest oficjalnie największym muzeum motocykli na świecie.

## Miasta partnerskie
- Hitachi, Japonia
- Gweru, Zimbabwe
- Székesfehérvár, Węgry
- Pomigliano d’Arco, Włochy
- Winnica, Ukraina
- Anshan, Chińska Republika Ludowa
- Pilzno, Czechy
- Al Karak, Jordania
- Rosz ha-Ajin, Izrael
- Maebashi, Japonia
- Dystrykt Chaoyang (Pekin), Chińska Republika Ludowa
- Cobán, Gwatemala